# اكمة الوادي (ذي السفال)
اكمة الوادي

تعديل مصدري - تعديل

اكمة الوادي محلة تابعة لقرية ذي فرع، التابعة لعزلة الوحص بمديرية ذي السفال إحدى مديريات محافظة إب في الجمهورية اليمنية، بلغ تعداد سكانها 68 حسب تعداد اليمن لعام 2004.